# Heini
Heini ist eine Variante des Vornamens Heinrich.
Namensträger:
- Heini Baumgartner (* 1963), Schweizer Freestyle-Skier
- Heini Dittmar (1911–1960), deutscher Segelflieger
- Heini Göbel (1910–2009), deutscher Schauspieler
- Heini Havreki (1514–1576), erster Propst der Färöer nach der Reformation
- Heini Hediger (1908–1992), Schweizer Zoologe und Zoodirektor
- Heini Hemmi (* 1949), Schweizer Skirennfahrer
- Heini Hyvönen (* 1994), finnische Fußballschiedsrichterassistentin
- Heini Ihle (* 1941), deutscher Skispringer
- Heini Kaufeld (1920–1996), deutscher Schauspieler
- Heini Müller (* 1934), deutscher Fußballspieler und Trainer
- Heini Otto (* 1954), niederländischer Fußballspieler
- Heini Walter (1927–2009), Schweizer Autorennfahrer

als Familienname:
- Alice Wey-Heini (* 1936), Schweizer Politikerin der FDP
- Anton Heini (1930–2018), Schweizer Jurist und Hochschullehrer
- Bruno Heini (* 1960), Schweizer Schriftsteller, Musiker und Unternehmer
- Nicolas Heini (* 1999), Schweizer Schauspieler